# ARCNET
ARCNET jest standardem kart sieciowych obecnie niemal całkowicie wypartym przez standard Ethernet.
Karty typu ARCNET pozwalają na transmisję danych z prędkościami od 2,5 Mb/s do 10 Mb/s na odległości do 4 km. Jako medium wykorzystują 93-omowy kabel koncentryczny RG62, lub pojedynczą parę telefoniczną, dzięki czemu często znajdują zastosowanie w miejscach, gdzie możliwość zastosowania Ethernetu wyklucza brak drugiej pary skrętki. W przeciwieństwie do Ethernetu adresy kart ARCNET były ustawiane ręcznie przy użyciu przełączników DIP. W jednej sieci mogło być do 255 kart. Wersja 10 Mb/s pracuje z protokołem TCenet (Thomas Conrad) i ma mało wspólnego z ARCNET, wykorzystuje tylko ten sam kabel koncentryczny RG62 jako medium transmisyjne.
Zalety systemu ARCNET, wyróżniające go od konkurencyjnego Ethernetu, to:
- Duża odporność na zakłócenia i niskiej jakości kable. Dla przykładu nic nie stoi na przeszkodzie, żeby połączyć karty typu ARCNET zwykłym 75-omowym kablem koncentrycznym. Karty te działają bez problemu, jeżeli końce kabla nie są zakończone opornikami (terminatorami), co jest nie do pomyślenia w przypadku Ethernetu.
- Duży dystans maksymalny między dwoma aktywnymi końcówkami sieci (aktywnym koncentratorem lub kartą w topologii gwiazdy).
- Jednolity interfejs programistyczny: Karty ARCNET przeważnie posiadały jeden z dwóch rodzajów procesorów, dzięki czemu wystarczały tylko dwa sterowniki, żeby obsłużyć wszystkie rodzaje kart ARCNET różnych producentów.
- Dwie topologie sieci: gwiazda i szyna; możliwość łączenia tych topologii w różne kształty, zależnie od potrzeb.
- Brak efektu "przechwytywania" medium ze względu na sztywny podział czasu dostępu do medium (token passing).
- Wykorzystanie okablowania RG62 niegdyś powszechnie stosowanego w systemach IBM (terminale rodziny 3270).

Wady ARCNET-u to:
- Mała dostępność urządzeń: kart, aktywnych i pasywnych koncentratorów, czy 93-omowego kabla koncentrycznego.
- Brak oficjalnych sterowników dla systemów Microsoftu nowszych niż Windows 95, zupełny brak sterowników dla wielu systemów. Praktycznie jedynym systemem, dla którego nie ma problemów ze sterownikami kart ARCNET, jest Linux.
- Brak kart pozwalających na transmisję szybszą niż 10 Mb/s.
- Możliwość podłączenia maksymalnie 255 kart w jednym segmencie sieci.
- Konieczność ręcznej, fizycznej adresacji urządzeń w sieci.
- Maksymalny rozmiar pakietu mniejszy niż wymagany przez specyfikację protokołu IP, co powoduje konieczność stosowania dodatkowego dzielenia pakietów IP. Stwarza to dodatkowe problemy przy protokole IPv6.